# Dimerostemma reitzii
Dimerostemma reitzii är en tvåhjärtbladiga växtart som först beskrevs av Harold Ernest Robinson, och fick sitt nu gällande namn av Marta Dias de Moraes. Dimerostemma reitzii ingår i släktet Dimerostemma, och familjen korgblommiga. Inga underarter finns listade i Catalogue of Life.